# Scuola Cairoli Alamanni
L'edificio della Scuola Cairoli Alamanni si trova a Firenze, all'angolo di piazza d'Azeglio, tra via della Colonna 1 e via Farini 23.

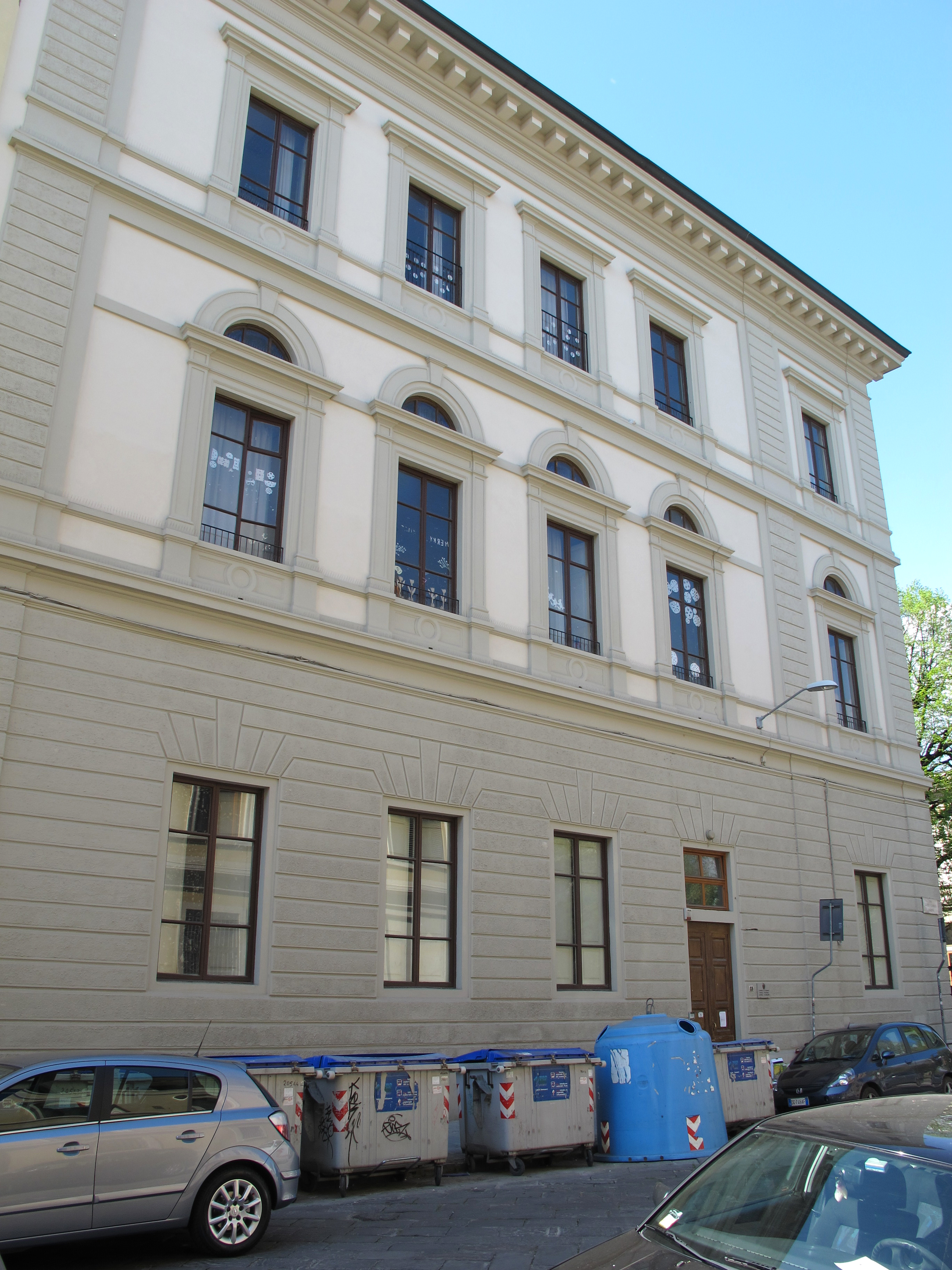
Palazzo Strigelli

## Storia e descrizione
Si tratta di un edificio di notevoli dimensioni, con prospetto principale su  via della Colonna, definito da sette assi su tre alti piani, più un corpo in soprelevazione finestrato e corrispondente alla porzione centrale del palazzo. Ambedue i fronti (quello su via Farini è limitato a cinque assi) si caratterizzano per le superfici definite da lesene, cornici e fasce marcapiano di disegno echeggiante modelli classici, poco rilevate rispetto ai fondi intonacati, di modo che i prospetti sembrano (anche grazie al recente restauro) elegantemente disegnati su superfici piane. Nonostante l'evidente pregio della fabbrica non sono state individuate notizie a indicare l'architetto progettista, mentre per quanto riguarda la sua erezione la si può facilmente collocare nel periodo tra il 1870 e il 1880, successivamente all'apertura della via (1865-1870) e all'urbanizzazione della zona. Come si rileva dal materiale documentario conservato presso l'archivio disegni del Comune di Firenze, l'edificio nasce fin dall'origine con destinazione scolastica (scuola Cairoli), a rispondere alle esigenze di un'area residenziale in rapida espansione. Il palazzo ospita ancora oggi la scuola materna Cairoli Alamanni. Nel cortile il repertorio di Bargellini e Guarnieri segnala un tabernacolo modellato dallo scultore Giannetto Mannucci, del 1963.

## La scuola e la storia dell'arte
Essendo la scuola adiacente alla attuale chiesa di Santa Maria Maddalena de' Pazzi ne avrebbe condiviso in qualche modo un evento importante attraverso il pittore Raffellino del Garbo che nel 1503 ricevette la commissione per un affresco per l'allora Refettorio del convento dei monaci di Cestello dove operavano al tempo i migliori pittori quali Botticelli e Perugino. «L'opera eseguita nel refettorio del convento è l'unica opera a fresco del nostro pittore  che ci sia rimasta tra le tante ricordate dal Vasari che purtroppo sono andate perdute e rappresenta la Moltiplicazione dei pani e dei pesci (...); è stata staccata dal Refettorio quando fu demolita una parte del monastero per aprire una nuova strada e fu murata, dopo essere stata divisa in tre pezzi in un'aula della scuola Cairoli. In seguito l'affresco, danneggiato dall'alluvione del 1966, è stato nuovamente staccato e, adesso restaurato, si trova nel Laboratorio di Restauri di Palazzo Pitti».